# Maalesh
Pour l'ouvrage de Jean Cocteau, voir Maalesh, journal d'une tournée de théâtre.
Maalesh, de son vrai nom Othman Mohamed Elyas, né le 22 juillet 1961 à Moroni est un chanteur comorien.

## Biographie
De père comorien et de mère ougandaise, Maalesh naît au sein d'une famille de sept enfants. Dès l'âge de douze ans, il bascule dans la musique en tant que choriste et percussionniste, puis guitariste. Après de longs séjours à l'étranger notamment au Kenya et en Arabie Saoudite, il rentre définitivement aux Comores en 1989 et se consacre entièrement à la musique. 
D'après la biographie officielle, il acquiert son surnom de Maalesh après son retour aux Comores. Cette expression arabe qui veut dire « ce n'est pas grave » et qui incite à la tolérance et à la compréhension.
Révélation de la 2e édition MASA en 1995 à Abidjan, et lauréat du grand prix Découverte RFI 1995 à Dakar, Maalesh entame une tournée internationale avec la radio RFI en 1996.
Il enregistre son premier album Wassi Wassi à Djibouti coproduction AFC / CCFAR Djibouti en 1998, qui sera plus tard distribué sous le label Mélodie et repart en tournée Africaine des Alliances & Centres Culturels Français de Madagascar, Éthiopie, Soudan, Kenya, Afrique du Sud, etc.. Après la sortie dans l'océan Indien puis en France du CD Wassi Wassi (avril 2001), Maalesh participe à de nombreux concerts à La Réunion et en France (New Morning…) et obtient le Grand Prix International du Festival Visa Francophone.
Il réalise par la suite plusieurs tournées d’envergure aux Pays Bas en 2003, au Canada en 2005 avec le Conseil francophone de la chanson et dans l’océan Indien en 2007 avec le réseau des Alliances françaises.
En 2008, en tant que lauréat du 1er Prix musiques de l’océan Indien de novembre 2007, il participe à de nombreux festivals /scènes de référence de France et de l’océan Indien (Musiques Métisses d’Angoulême, Francofolies de La Rochelle, Les Suds à Arles, SFINKS en Belgique, Fiestas des Suds à Marseille) et sort en fin d’année chez MARABI / Harmonia Mundi son 3e album, Yelela.

## Récompenses
- 1995 : Prix RFI Musiques du Monde,
- 2001 : Grand Prix International du Festival Visa Francophone,
- 2007 : Prix Musiques de l’océan Indien

## Discographie
- 1998 : Wassi Wassi
- 2005 : Nawambe
- 2008 : Yelela (Afrique du soleil levant)
- 2012 : Ntsobwe